# Wetterstation Schatzgräber
Koordinaten: 80° 51′ N, 47° 28′ O
Schatzgräber bzw. Unternehmen Schatzgräber war der Deckname einer deutschen Militäroperation für den Betrieb einer Wetterstation während des Zweiten Weltkriegs durch die Kriegsmarine im Norden der Insel Alexandraland im Archipel Franz-Josef-Land ab September 1943. „Schatzgräber“ lieferte der deutschen Wehrmacht aktuelle Wetterdaten aus der Arktis. Sie wurde im Juli 1944 wegen Erkrankungen nach Rohfleischkonsum evakuiert.

## Wetterstationen im Eismeer
Seit Kriegsbeginn hatte die Kriegsmarine, der die Erhebung meteorologischer Daten im Krieg oblag, diese durch Wetterbeobachtungsschiffe (oft umgebaute Fischkutter) gewährleistet. Auf Vorschlag von Hans-Robert Knoespel wurde aber ab 1941, auch unter dem Eindruck verlorener Wetterschiffe, die Errichtung von Wetterstationen auf dem Festland geplant und durchgeführt. Die erste deutsche Wetterstation im Eismeer, „Knospe“, wurde im Oktober 1941 auf Spitzbergen errichtet.

## Wettertrupp „Schatzgräber“
Zur Vorbereitung der Teilnehmer der Wettertrupps auf die Bedingungen im Einsatzgebiet hatte der Marinewetterdienst unter Leitung von Knoespel im Riesengebirge die Ausbildungsstätte Goldhöhe eingerichtet. Im Jahr 1943 waren unter den in Frage kommenden deutschen Fachleuten kaum mehr alpin- oder arktiserfahrene Kräfte zu finden, daher wurde die „Goldhöhe“ in dieser Zeit dafür genutzt, unerfahrenere Meteorologen hinzuzuziehen und unter arktischen Bedingungen auszubilden. Als Leiter des geplanten Wettertrupps war zunächst Heinz Schmidt ausersehen, der sich allerdings während der Ausbildung auf der „Goldhöhe“ erhebliche Verletzungen infolge eines Skiunfalls zuzog und durch den Hilfs-Regierungsrat Walter Drees ersetzt wurde, der bereits unter Knoespel am Wettertrupp Knospe Arktiserfahrung gesammelt hatte. Entgegen der bisherigen Praxis wurde der Wettertrupp nicht nach dem Leiter benannt. Aus Gründen der Geheimhaltung erhielt das Unternehmen den Namen „Schatzgräber“ nach dem Ausbildungsleiter der „Goldhöhe“, H. Schatz, der allerdings zur selben Zeit in Nord-Ost-Grönland den Wettertrupp „Bassgeiger“ leiten sollte.

### Gliederung der Unternehmung
Dem Leiter des Wettertrupps „Schatzgräber“, Walter Drees, unterstanden drei Hilfsinspektoren des Wetterdienstes und ein Techniker. Den zivilen Fachleuten wurde eine militärische Einheit unter Führung von Leutnant Makus zur Seite gestellt, dem zwei Funkmaaten und zwei Obergefreite unterstanden.

### Die Wetterstation auf Alexandraland
Anfang September 1943 lief das Wetterbeobachtungsschiff Kehdingen mit der Besatzung des Wettertrupps „Schatzgräber“ und einem Großteil der geplanten Ausrüstung aus Kiel aus. Die Anreise zum Einsatzort lief über Narvik und Tromsø und erreichte unter Geleitschutz von U 387 am 22. September Alexandraland. Mit Hilfe der U-Bootbesatzung wurde die Ausrüstung entladen und eine Wetterstation errichtet. Ab dem 17. November meldete „Schatzgräber“ schließlich Wetterbeobachtungen („Obse“) und Temperaturen („Temps“). Zum Ende der Polarnacht begann „Schatzgräber“ zusätzlich mit Höhenwindmessungen, die mittels Radio-Funkballons durchgeführt wurden. Die Anlieferung von Nachschub erfolgte per U-Boot (wiederum U 387) oder per Fallschirmabwurf durch eine Focke-Wulf „Condor“.

### Die Unternehmung scheitert
Am 30. Mai 1944 erlegten der Wetterinspektor Gerhard Wallik und der Marine-Obergefreite Werner Blankenburg einen Eisbären, dessen Fleisch von Blankenburg, gleichzeitig Koch der Wetterstation, zu Hackfleisch verarbeitet und von der Besatzung in rohem Zustand verspeist wurde. Dies war dem fehlenden Nachschub geschuldet.
Nach wenigen Tagen erkrankte als erster der Obergefreite Blankenburg, der das meiste Tatar verspeist hatte, an Schmerzen in den Beinen und hohem Fieber. Innerhalb eines Monats erkrankten neun weitere Angehörige des Wettertrupps, bis auf den Sanitäter Gerhard Hoffmann, der das rohe Fleisch nicht gegessen hatte, weil er Vegetarier war. Per Funk-Ferndiagnose wurde vom Sanitätsdienst des Marinekommandos in Oslo Trichinellose festgestellt. Das Unternehmen wurde daraufhin abgebrochen, eine Evakuierung mit einer „Condor“ umgehend befohlen.

### Abholung des Wettertrupps „Schatzgräber“

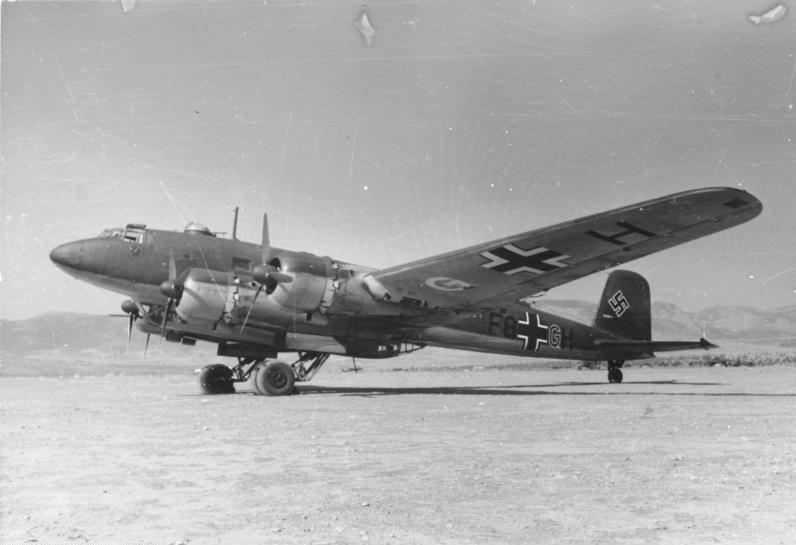
Focke-Wulf „Condor“

Zur adäquaten medizinischen Versorgung des erkrankten Wettertrupps wurde Stabsarzt Dr. Wendt vom Marinelazarett in Tromsø ausersehen. Geplant war, den Arzt durch eine „Condor“ (Kennung F8+RL) des KG 40 unter dem Kommando des Marinefliegers Oberleutnant Stahnke (der bereits Versorgungsflüge für „Schatzgräber“ unternommen hatte) per Fallschirm abzusetzen. Obwohl dieser Plan bereits Anfang Juli gefasst und befohlen wurde, verzögerte sich der Einsatz zunächst; denn der Leiter der Station, Dr. Drees – der zu diesem Zeitpunkt nicht mehr ganz bei Sinnen war – funkte, dass ein solcher Einsatz, sowie eine spätere Abholung nicht notwendig sei.
Am 7. Juli startete Stahnke schließlich mit Dr. Wendt an Bord, der sich in einem Schnelllehrgang mit dem Prinzip des Fallschirmspringens vertraut gemacht hatte und nun seinem ersten Sprung entgegensah. Diese Erfahrung blieb dem Arzt jedoch erspart, denn Oblt. Stahnke entschloss sich, die „Condor“ auf Alexandraland zu landen, wobei das Fahrwerk stark beschädigt wurde. Am 8. Juli traf der Rettungstrupp in der Basis der Wetterstation „Schatzgräber“ ein und evakuierte die Besatzung. Dr. Drees, der sich weigerte, die Station zu verlassen äußerte dem Rettungstrupp gegenüber „maßlose Beschimpfungen“, war „nur zum Teil ansprechbar und erschien teilweise desorientiert“ und forderte „dass 4 Mann erschossen werden müssten“. Der Stationsleiter konnte später von Dr. Wendt – der eigentlich dazu ausgelost worden war, den unkooperativen Dr. Drees zu erschießen – dazu überredet werden, die Station zu verlassen.
Die für die Reparatur benötigten Ersatzteile konnten innerhalb kürzester Zeit per Fallschirm an der Station abgesetzt werden, da für Unterstützungszwecke eigens eine BV 222 (Kennung X4+BH) aus Biscarrosse an der Biskaya nach Banak verlegt wurde.
Am 11. Juli landete die „Condor“, mit einem auf Alexandraland notdürftig reparierten Fahrwerk und mit allen Mitgliedern des Wettertrupps „Schatzgräber“ an Bord in Trondheim.

## Entfernung des dort angelegten Minengürtels 1990, Weiteres
Der zum Schutz der Wetterstation angelegte Minengürtel konnte während der Abholung des Wettertrupps nicht entfernt werden. Als den Veteranen der Unternehmung in den 1950er Jahren bekannt wurde, dass die Sowjetunion ganz in der Nähe inzwischen die eigene Wetterstation Nagurskaja eingerichtet hatte, versuchten die Deutschen zur sowjetischen Führung Kontakt aufzunehmen, um dieser die Lage der Minen mitzuteilen, was allerdings von der sowjetischen Seite ignoriert wurde. Erst im Jahr 1990 konnten die Minen durch eine Expedition des norwegischen Polarinstituts gesichert und entschärft werden. Die alten Minenkarten des Wettertrupps Schatzgräber dienten hierbei als Grundlage. Eine der alten deutschen Minen ist im Verteidigungsmuseum in Oslo ausgestellt.
Die von der Besatzung der Condor erbaute Startbahn wurde von dieser russischen Forschungsstation benutzt. Für eine österreichisch-russische Expedition im Jahr 1992 zum Angedenken an den Entdecker Franz-Josef-Lands, Julius Payer, wurde diese vormals provisorische Startbahn weiter ausgebaut und ebenfalls genutzt.
Erst 2016 haben russische Polarforscher die Überreste der „Schatzgräber“-Station auf Alexandraland gefunden und dokumentiert.